# Princesse Marie
Pour les articles homonymes, voir Marie.
Princesse Marie est un téléfilm français en deux épisodes tourné en 2004 par Benoît Jacquot sur Marie Bonaparte.
Cette princesse est réputée pour avoir beaucoup soutenu Freud et n'a cessé de le promouvoir auprès de ses amis et connaissances.

## Fiche technique
- Réalisation : Benoît Jacquot, assisté d'Antoine Santana
- Scénario : Louis Gardel, François-Olivier Rousseau
- Image : Caroline Champetier
- Son : Michel Vionnet, Nicolas Naegelen
- Décors : Peter Manhardt
- Montage : Luc Barnier
- Musique : Lothar Scherpe
- Durée : 2 x 90 minutes

## Distribution
- Catherine Deneuve : Marie Bonaparte (adulte)
- Marie-Christine Friedrich : Marie Bonaparte (adolescente)
- Alenka Brezel : Marie Bonaparte (enfant)

- Arthur Denberg : Roland Bonaparte
- Edith Perret : Justine-Éléonore Ruflin (grand-mère de Marie)
- Fred Ulysse : Pascal Sinibaldi

- Michèle Gleizer : Marie-Claire Bernardini (dite « Mimau »)
- Christian Vadim : Antoine Léoni
- Anna Warntjen : Angèle Léoni

- Christoph Moosbrugger : Georges de Grèce
- Isild Le Besco : Eugénie de Grèce
- Jowan Le Besco : Pierre de Grèce
- Fritz von Friedl : Valdemar de Danemark

- Heinz Bennent : Sigmund Freud
- Elisabeth Orth : Martha Freud
- Anne Bennent : Anna Freud
- Gertraud Jesserer : Minna Bernays
- Sebastian Koch : Rudolph Loewenstein

- Dominique Reymond : Geneviève Troisier
- Didier Flamand : Jean Troisier
- Nicole Beutler : Ruth Mack

## Distinctions
- FIPA de Biarritz : Grand prix du Meilleur Scénario de Télévision 2003.

## Critique
Dans son journal intitulé La Récréation (2013), Frédéric Mitterrand écrit, à la date du Dimanche 12 décembre 2010 : « on passe rapidement sur le film de Benoît Jacquot avec Catherine Deneuve qui n'est pas la tasse de thé des royautés et je ne dis mot de Célia Bertin, dont la biographie de Marie a été honteusement pillée par les producteurs sans qu'ils lui versent un sou ».